# Move Your Ass!
Move Your Ass! è un singolo del gruppo musicale tedesco Scooter, pubblicato nel 1995 ed estratto dall'album ...and the Beat Goes On!.

## Tracce
- CD Maxi

1. Move Your Ass! (Video edit) – 3:58
2. Move Your Ass! – 5:50
3. Back in Time – 7:04